# El sillón y la gran duquesa

El sillón y la gran duquesa es una película argentina del género de comedia filmada en blanco y negro dirigida por Carlos Schlieper sobre su propio guion escrito en colaboración con Alejandro Verbitsky y Emilio Villalba Welsh según el cuento Las doce sillas de Illia Ilf y Eugeni Petrov que se estrenó el 28 de julio de 1943 y que tuvo como protagonistas a Olinda Bozán, María Esther Buschiazzo, Ernesto Vilches y Alberto Bello.

## Sinopsis
Un duque ruso venido a menos trata de recuperar unas joyas escondidas dentro de un sillón que ha sido vendido en remate, para lo cual se casa con una mujer muy rica.

## Reparto
- Lucía Barause
- Alberto Bello ... Gran Duque Vladimiro Vladimirovich Orloff
- Olinda Bozán ... María Eulalia Gertrudis Pérez González Barrenechea
- María Esther Buschiazzo ... Sra de Álvarez
- Billy Days ... Martha
- Francisco Pablo Donadío ... Prestidigitador
- Antonio Gianelli
- Elena Marcó
- Osvaldo Miranda ... Oscar
- Celia Podestá
- Rodolfo Rocha
- Vicente Rubino ... Guía del museo
- Salvador Sinaí
- Ernesto Vilches ... Padre Cipriano

## Comentarios
Es un vehículo divertido para el lucimiento de Olinda Bozán, que incluye algunas trucas y una somera referencia a la revolución rusa de 1917 con el solo fin de ubicar la historia. Está basado en el cuento Las doce sillas de Illia Ilf y Eugeni Petrov y existen varias versiones posteriores del mismo tema, entre ellas la de Tomás Gutiérrez Alea (Cuba, 1962), Mel Brooks (Las doce sillas, Estados Unidos, 1970) y Leonid Gaidái (Unión Soviética, 1971).
El crítico Roland escribió sobre este filme: “Es graciosa (…) Este tema de esencia original ha sido tratado con bastante fortuna por sus adaptadores (…) preocupándose por el diálogo, que además de gracioso, abunda en alusiones satíricas y, a veces, también desciende al chiste vulgar”.